# Egidio Alagna
Egidio Alagna (Marsala, 31 ottobre 1935 – Palermo, 3 maggio 2022) è stato un politico e magistrato italiano.

## Biografia
Nato a Marsala, figlio dell'ex sindaco lilibetano Edoardo Alagna, si laurea in Giurisprudenza ed inizia a esercitare dal 1963 la professione di avvocato penalista, fino ad essere patrocinante in Cassazione.
Da giovanissimo inizia a militare nel Partito Socialista Italiano, a diciannove anni diventa segretario provinciale della Federazione giovanile trapanese. Sin dal 1965 è componente del comitato provinciale di Trapani e regionale siciliano del partito, e nel 1970 viene eletto segretario della federazione provinciale di Trapani.  In quota al partito nel 1968 viene nominato membro del consiglio di amministrazione dell'Ente Siciliano di Promozione Industriale (E.S.P.I.).
A partire dal 1970 viene eletto Consigliere Comunale di Marsala, entra a far parte della segreteria regionale del PSI e nel 1980 viene eletto sindaco della città siciliana..
Candidato alle elezioni politiche, è eletto Deputato il 26 giugno 1983 nella Circoscrizione di Palermo, Trapani, Agrigento e Caltanissetta con 48.947 voti, e rieletto il 15 giugno 1987 con 58.910 voti di preferenza. Nella IX Legislatura fa parte della Commissione Giustizia della Camera dei Deputati, e dal febbraio 1984 è Presidente della Commissione Parlamentare di Vigilanza sulla Cassa Depositi e Prestiti e sugli Istituti di Previdenza. Nella X Legislatura ricopre il ruolo di Vice Presidente della Commissione Giustizia. È rimasto a Montecitorio fino al 1992.
Della sua esperienza in commissione giustizia racconta in un libro, Una stagione politica: in Parlamento al servizio della Giustizia nella lotta alla mafia 1983-1992, pubblicato nel 2004.
Lasciata la politica, nell'ottobre 1994 fu nominato Consigliere della sezione giurisdizionale della Corte dei conti e quindi eletto componente del Consiglio di Presidenza per due mandati (1998-2001 e 2005-2009). Lascia la magistratura contabile per limiti d'età nel 2011.

## Pubblicazioni
- Una stagione politica: in Parlamento al servizio della Giustizia nella lotta alla mafia 1983-1992, Roma, Teleconsul, 2004 ISBN 9788889151006